# João 14

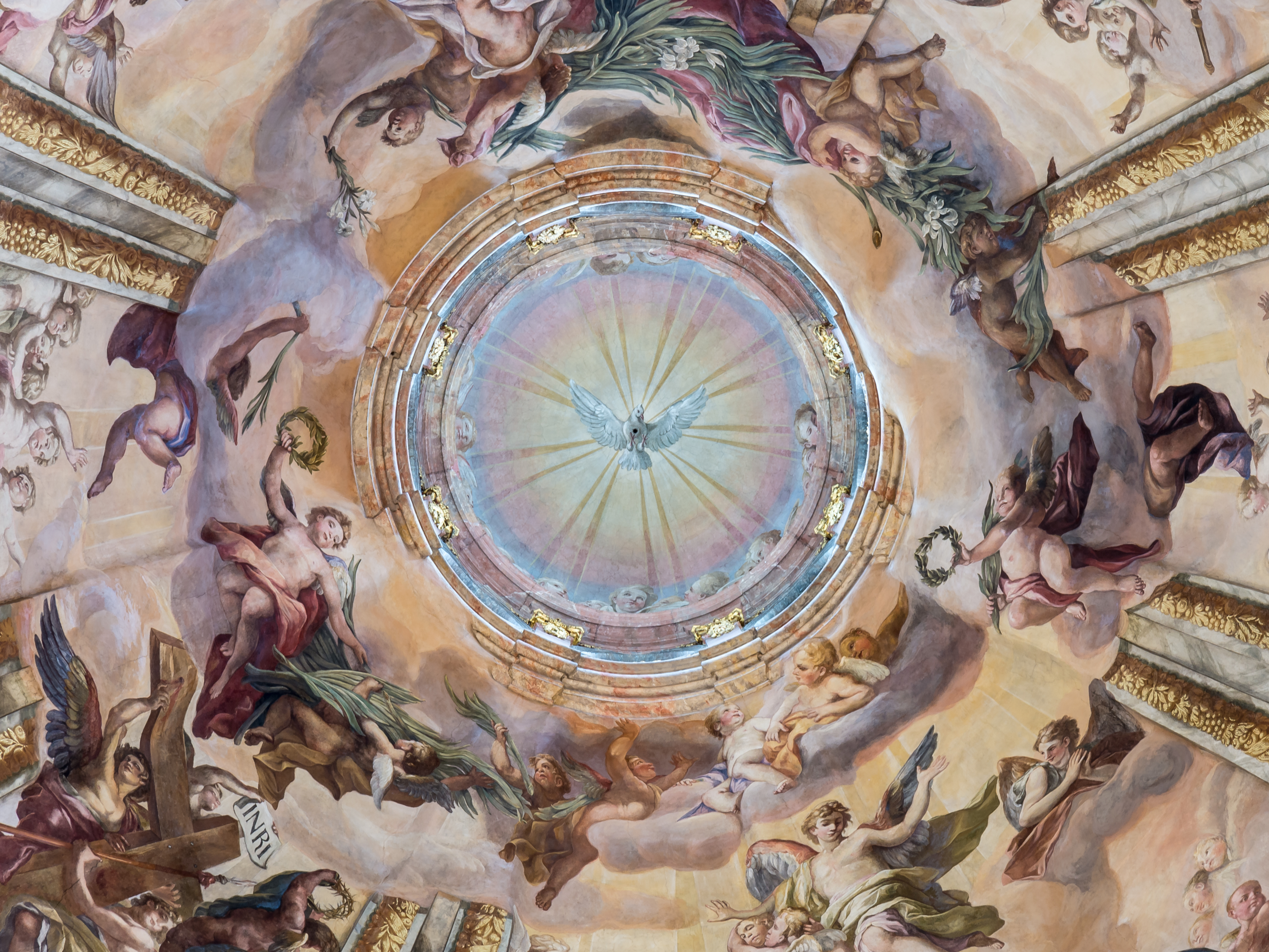
A chegada do Paráclito (Espírito Santo), um dos temas de João 14.
Afresco na Igreja da Abadia de Melk, na Áustria.

João 14 é o décimo-quarto capítulo do Evangelho de João no Novo Testamento da Bíblia. O capítulo 14 de João é a primeira parte do grande "Discurso de adeus" que Jesus profere aos seus discípulos antes de sua partida, geralmente dividido em quatro partes. Neste primeiro discurso, há três componentes: Jesus afirma que irá ao Pai e reafirma sua relação divina com Ele (João 14:1–14); o mandamento do amor e a chegada do Paráclito (João 14:15–24); finalmente, Jesus prega a paz e roga que seus discípulos não tenham medo (João 14:25–31).

## Primeiro discurso
No início do discurso, Jesus conta aos discípulos que irá ao Pai, o que os deixa muito nervosos. Ainda assim, ele os assegura afirmando que irá "preparar-vos lugar" na casa de seu Pai e que o caminho até lá é através dele:
| “ | «Eu sou o caminho e a verdade e a vida; ninguém vem ao Pai senão por mim.» (João 14:6) | ” |

Este trecho, que identifica Jesus como sendo o único caminho até o Pai, passou então a ser parte da doutrina das primeiras comununidades cristãs, como atesta Pedro em Atos 4:12. Em seguida, Jesus reafirma sua unidade com Pai em João 14:7–9 ("Se vós me tivésseis conhecido, teríeis conhecido também a meu Pai" e "quem me vê a mim, vê o Pai"). Mais adiante, em João 14:11, Jesus, ao afirmar diretamente que "eu estou no Pai, e o Pai em mim", reafirma ainda mais a sua relação especial com o Pai.
O versículo 26 ("o Paráclito, o Espírito Santo, a quem o Pai enviará em meu nome") é parte de uma estrutura maior do Evangelho de João sobre as "relações de envio". Em João 9:4 e em João 14:24, Jesus se refere ao Pai como "aquele que o enviou" e, em João 20:21, afirma "como o Pai enviou a mim, assim eu vos envio a vós". Em João 15:26, Jesus também envia o Espírito. Nesta estrutura, é importante notar que o Pai jamais é "enviado" e sempre "aquele que envia", seja Jesus ou o Espírito Santo. Jesus, por sua vez, envia o Espírito Santo, que jamais é "aquele que envia" e é sempre enviado por este ou aquele.
Ao pregar sua paz, Jesus contrasta-a especificamente com a "paz do mundo", política, afirmando:
| “ | «A paz vos deixo, a minha paz vos dou; eu não vo-la dou, como a dá o mundo.» (João 14:27) | ” |

Koestenberger afirma que esta afirmação provavelmente tinha por objetivo contrastar a "paz celeste" de Jesus com as tentativas de paz no mundo na época, como a Pax Romana instituída pelo imperador Augusto. O uso da palavra grega "eleos" ("paz") é rara no Evangelho de João e, com exceção de um outro caso ainda no Discurso de adeus (João 16:33), só aparece utilizada pelo Jesus ressuscitado em João 20:19.

## Fim do discurso
O Jesus Seminar defende que João 14:30–31 seria a conclusão do discurso e que os três capítulos seguintes teriam sido inserções posteriores. Este argumento considera do Discurso de adeus como falso e postula que ele teria sido construído depois da morte de Jesus. De forma similar, Stephen Harris questionou a autenticidade do discurso pelo fato de ele aparecer apenas em João e não nos evangelhos sinóticos. Porém, estudiosos como Herman Ridderbos enxergam João 14:30-31 como um "fim provisório" apenas daquela seção e não o final de todo o discurso.

## Manuscritos
- Uncial 060 - 14:14-17;19-21;23-24;26-28